# Moriteru Ueshiba
Moriteru Ueshiba (jap. 植芝守央 Ueshiba Moriteru; ur. 2 kwietnia 1951) – trzeci w kolejności i obecny dōshu aikido. Urodził się w Tokio w 1951 roku. Tytuł Dōshu otrzymał 4 stycznia 1999 po śmierci swojego ojca (Kisshōmaru Ueshiba). Jest wnukiem Morihei Ueshiby, twórcy aikido. Ukończył ekonomię na Meiji University.